# Pavlovice u Přerova
Pavlovice u Přerova – miejscowość i gmina (obec) w Czechach, w kraju ołomunieckim, w powiecie Przerów. W 2022 roku liczyła 711 mieszkańców.